# Cocoa Sugar
| Recensione      | Giudizio |
| --------------- | -------- |
| Pitchfork       | 7.3/10   |
| NME             |          |
| AllMusic        |          |
| Q               | 7/10     |
| The Guardian    |          |
| The Observer    |          |
| Metacritic      | 87/100   |
| Mojo            |          |
| The Independent |          |
| The A.V. Club   | B+       |

Cocoa Sugar è il terzo album in studio del gruppo musicale britannico Young Fathers, uscito nel 2018 su etichetta discografica Ninja Tune.

## Tracce
1. See How (2:01)
2. Fee fi (2:41)
3. In My View (3:15)
4. Turn (3:36)
5. Lord (3:34)
6. Tremolo (3:08)
7. Wow (4:00)
8. Border Girl (4:01)
9. Holy Ghost (2:32)
10. Wire (1:40)
11. Toy (3:13)
12. Picking You (3:04)
13. Just a Kid (3:01) (bonus track edizione giapponese)
14. Out of My Mind Sometimes (2:04) (bonus track edizione giapponese)

## Formazione
Tutti gli strumenti sono stati suonati dai componenti stessi del gruppo, che hanno curato anche la produzione.
- Ben Baptie: missaggio
- Vlado Meller: masterizzazione
- Timothy London: produzione
- Laurie Ross: missaggio

## Classifiche
| classifica (2020) | Posizione massima |
| ----------------- | ----------------- |
| Belgio (Fiandre)  | 37                |
| Belgio (Vallonia) | 173               |
| Regno Unito       | 28                |